# Oncomymar dipteron
Oncomymar dipteron är en stekelart som beskrevs av Dmitriy Alekseevich Ogloblin 1957. Oncomymar dipteron ingår i släktet Oncomymar och familjen dvärgsteklar. Inga underarter finns listade i Catalogue of Life.